# 英格蘭銀行博物館

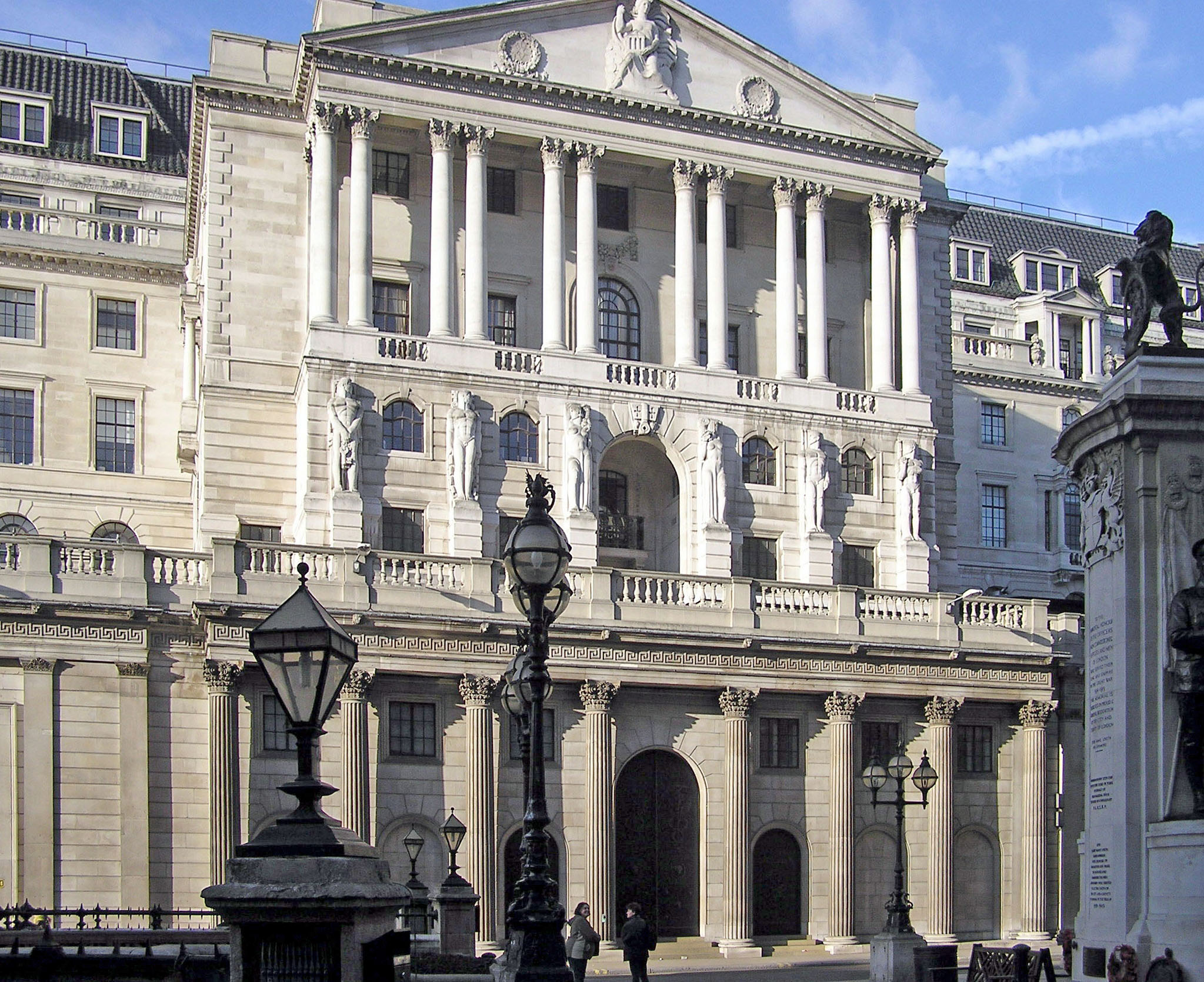
英格蘭銀行博物館位於英格蘭銀行之內

英格蘭銀行博物館（Bank of England Museum）是英格蘭銀行的博物館，位於倫敦城的英格蘭銀行之內，其入口靠近銀行和紀念碑站。英格蘭銀行博物館免費對公眾開放，開放時日是週一至週五（不含銀行假日）和市長表演日。博物館展示英格蘭銀行自1694年開業以來至今的歷史 。

## 外部連結
- Bank of England Museum （页面存档备份，存于）

51°30′51″N 0°05′17″W / 51.514057°N 0.088059°W